# Crinitz
Crinitz är en kommun och ort i Landkreis Elbe-Elster i förbundslandet Brandenburg i Tyskland. Den tidigare kommunen Gahro uppgick i Crinitz den 26 oktober 2003. Kommunen ingår i kommunalförbundet Amt Kleine Elster (Niederlausitz).